# Oksidativna deaminacija
Oksidativna deaminacija je forma deaminacije kojom se formiraju oksokiseline u jetri.
U prisustvu azotaste kiseline da dođe do tranzicione mutacije, konvertovanjem citozina u uracil. Do prvenstveno dolazi u jetri i bubrezima.

## U ciklusu uree
Glutamat je jedina aminokiselina koja podleže brzoj oksidativnoj deaminaciji koristeći glutamat dehidrogenazu koja koristi  ili NADP kao koenzim. Taj proces proizvodi dva toksična proizvoda:
- Vodonik peroksid
- Amonijak.

## Literatura
1. ↑  „”. Архивирано из оригинала 23. 01. 2007. г. Приступљено 15. 09. 2011.
2. ↑  „”. Архивирано из оригинала 27. 09. 2011. г. Приступљено 15. 09. 2011.

## Spoljašnje veze
- Oksidativna dezaminacija
- Reakcija oksidativna dezaminacije Архивирано на веб-сајту  (7. фебруар 2007)